# Paul Lindemans
Paul Jozef Maria Lindemans (Opwijk, 10 juni 1890 – aldaar, 4 november 1968) was een Belgisch landbouwkundig ingenieur en antropoloog. Hij is voornamelijk bekend voor zijn uitgebreide studie over historische landbouwmethoden en als medeoprichter en beheerder van het Openluchtmuseum Bokrijk.

## Levensloop
Paul werd geboren als zoon van Louis Lindemans en jonkvrouw Constance de Waepenaert de Kerrebrouck. Hij liep school in het ouderlijk Pensionnat Lindemans à Opwyck en ving op 16-jarige leeftijd de studie van landbouwkundig ingenieur aan aan de Universiteit van Leuven. Gedurende zijn studententijd was hij lid van het studentengenootschap Met Tijd en Vlijt. Hij zou zijn studie als landbouwingenieur reeds in 1909 succesvol afronden. Na zijn studies reisde hij naar Engeland, Nederland en Zwitserland om er de lokale landbouwmethoden te bestuderen. Hierna zou hij aan de slag gaan als leraar in het Pensionaat Lindemans met de bedoeling het bestuur hiervan later van zijn vader over te nemen. Op 4 augustus 1914 meldt hij zich in Brussel aan als oorlogsvrijwilliger. Hij blijft gedurende de hele Eerste Wereldoorlog ingelijfd en zwaait in maart 1919 af als sergeant.
In juli 1919 werd Lindemans aangesteld als Rijkslandbouwkundige voor de provincie Brabant en docent aan het Rijks Hoger Normaal Instituut voor Landbouwkunde te Laken. In 1931 werd hij inspecteur van land- en tuinbouwonderwijs. In datzelfde jaar maakt hij een uitgebreide reis naar Beieren en Tsjecho-Slowakije om een studie uit te voeren over de verbetering van de hopteelt. In 1940 wordt hij nationaal hoofdinspecteur voor het land- en tuinbouwonderwijs.
Van 1950 tot 1964 was Paul voorzitter van het Brabants Geschied- en Oudheidkundig genootschap Eigen Schoon en de Brabander. Hij schrijft hier talloze bijdragen over de landbouw, de antropologie van het Brabantse volk en de genealogie. Hetzelfde jaar wordt hij lid van de Nationale Commissie voor Volkskunde en het jaar eerder van de Koninklijke Commissie voor Monumenten en Landschappen.
In 1952 publiceert hij zijn Geschiedenis van de Landbouw in België, dat als standaardwerk geldt in zijn genre. Paul was reeds lange tijd van mening dat een Belgisch historisch landbouwkundig openluchtmuseum noodzakelijk was. Zo schrijft hij reeds in 1949: Een beklag en een wensch moeten ons hier uit de pen: alhoewel ons land, méér dan welk dan ook, heeft bijgedragen tot de ontwikkeling van de landbouwtechniek, bezit het geen landbouwhistorisch museum... Al deze voorwerpen zouden moeten verzameld en tentoongesteld worden, liefst in hun milieu: dus in een openluchtmuseum. In 1954 zou hij, na contacten met Louis Roppe, medeoprichter en beheerder worden van het Openluchtmuseum Bokrijk.

## Lokale politiek
Paul werd in 1926 verkozen op de Katholieke lijst als gemeenteraadslid van Opwijk. Hij werd in 1927  eerste schepen in het college van burgemeester Joseph de Smedt en hij zou tot 1945 eerste schepen blijven. Daarna bleef hij tot zijn dood in 1968 lid van de gemeenteraad. De latere Opwijkse burgemeester Vic Everaet is zijn schoonzoon.

## Onderscheidingen
- Commandeur in de Orde van Leopold II
- Ridder in de Leopoldsorde
- Ridder in de Orde van Gregorius de Grote
- Landbouwereteken eerste klasse

- CiNii: DA08193768
- Gemeinsame Normdatei: 1048513920
- International Standard Name Identifier: 0000 0003 9808 6318
- Nederlandse Thesaurus van Auteursnamen: 07256489X
- Système universitaire de documentation: 243534507
- Virtual International Authority File: 306168963